# Sebyne
Sebyne (ukrainisch Себине; russisch Себино Sebino) ist ein Dorf in der ukrainischen Oblast Mykolajiw mit etwa 1350 Einwohnern (2023).
Das 1792 als Kuzyj Jelanez (Куций Єланець) erstmals schriftlich erwähnte Dorf liegt an einem Altarm des Südlichen Bugs.
Über die östlich vom Dorf verlaufende Regionalstraße P–06 erreicht man nach 15 km in nördliche Richtung das ehemalige Rajonzentrum Nowa Odessa und nach 35 km in südliche Richtung das Stadtzentrum der Oblasthauptstadt Mykolajiw.
Am 12. Juni 2020 wurde das Dorf ein Teil der neugegründeten Landgemeinde Kostjantyniwka, bis dahin bildete es die gleichnamige Landratsgemeinde Sebyne (Себинська сільська рада/Sebynska silska rada) im Süden des Rajons Nowa Odessa.
Seit dem 17. Juli 2020 ist es ein Teil des Rajons Mykolajiw.